# Die Kunst des klaren Denkens: 52 Denkfehler, die Sie besser anderen überlassen
Die Kunst des klaren Denkens ist ein Buch von Rolf Dobelli, das 2011 im Hanser Verlag erschienen ist. Er zeigt zweiundfünfzig Denkweisen auf, die nach seiner Meinung systematische Denkfehler darstellen, und erläutert sie verständlich mit zahlreichen Beispielen und persönlichen Anekdoten. Die Denkfehler hatte Dobelli davor als Feuilleton-Kolumnen in der Frankfurter Allgemeinen Zeitung und der Schweizer Sonntagszeitung vorgestellt. Erst der Erfolg der Kolumnen veranlasste ihn, sie gesammelt zu veröffentlichen. Das Buch stand lange Zeit auf Bestsellerlisten.

## Inhalt
Rolf Dobelli stellte die Denkfehler als gefährliche und irrationale Irrtümer vor, denen Menschen in ihrem Alltag auf den Leim gehen und derer sie sich häufig nicht bewusst sind. Mit seiner Liste plädierte er für rationales Denken und wollte das kritische Denken trainieren. In einem Interview sagte er: „Intuition und Gefühle haben ihre Berechtigung. Sie sind ja auch etwas Schönes. Doch oft sind klare Gedanken und vernünftiges Handeln zielführender.“
Die folgenden Denkfehler stellt Dobelli in seinem Buch vor:
1. Survivorship Bias: Die Wahrscheinlichkeit des eigenen Erfolgs wird systematisch überschätzt. Neben jedem bekannten Schriftsteller findet man z. B. hundert Autoren, deren Bücher nie verkauft werden.
2. Swimmer’s Body Illusion: Profi-Schwimmer haben nicht deshalb „perfekte“ Körper, weil sie ständig trainieren. Vielmehr sind sie gerade aufgrund ihres Körpers gute Schwimmer.
3. Overconfidence Effect: Man überschätzt systematisch seine Kenntnisse und Fähigkeiten.
4. Social Proof: Menschen orientieren sich an der Mehrheit und passen ihr Verhalten dementsprechend an. Ursprünglich war dieses Verhalten eine Überlebensstrategie, heute wird es unbewusst angewandt. Wenn 50 Millionen Menschen etwas Unsinniges sagen, ist es immer noch Unsinn. „Wenn Millionen von Menschen eine Dummheit behaupten, wird sie deswegen nicht zur Wahrheit.“
5. Sunk Cost Fallacy: Wenn man viel Energie, Zeit, Geld oder Liebe in etwas investiert hat, möchte man es nicht aufgeben, auch wenn es schon längst verloren ist.
6. Reziprozität: Menschen können nur schwer in der Schuld von jemandem stehen. Deshalb schicken Spendenorganisationen oft kleine Geschenke wie Karten.
7. Confirmation Bias – Teil 1: Der Vater aller Denkfehler ist der „Bestätigungsirrtum“. Wir alle haben Lieblingstheorien im Kopf – über den Euro, den Sinn des Lebens oder unseren Nachbarn. Unser Hirn filtert Informationen systematisch aus, die diesen Lieblingstheorien widersprechen.[1] Wenn man Gewicht verliert, meint man, die Diät habe Erfolg gehabt. Wenn man trotz Diät zunimmt, redet man sich ein, dass es sich um eine normale Gewichtsschwankung handelt. Wir filtern also die Informationen heraus, die unserer Meinung widersprechen.
8. Confirmation Bias – Teil 2: Google ist nicht deshalb erfolgreich, weil die Firma Kreativität fördert. Es gibt auch erfolgreiche Firmen, in denen Kreativität überhaupt keine Rolle spielt.
9. Authority Bias: Es gibt eine Million ausgebildete Wirtschaftswissenschaftler und keiner von ihnen konnte das exakte Datum der Finanzkrise von 2008 vorhersagen. Weiterhin besteht das Milgram-Experiment von 1961, bei dem Versuchspersonen aufgefordert wurden, anderen Menschen immer stärker werdende Elektroschocks zuzufügen.
10. Kontrasteffekt: Wenn man einen Partner sucht, sollte man nicht mit einer besonders gut aussehenden Freundin ausgehen, da man dann weniger attraktiv erscheint, als man ist.
11. Availability Bias: Wir machen uns ein Bild von der Welt mit den Beispielen, die uns am leichtesten in den Sinn kommen. Ärzte haben ihre Lieblingsbehandlungen, die sie für alle möglichen Krankheiten durchführen. „Umgib dich deshalb mit Freunden, die anders denken als du und die andere Erfahrungen gemacht haben.“
12. Die „Es-wird-schlimmer-bevor-es-besser-kommt“-Falle: Wenn man sich nach der Behandlung schlechter fühlt, ist die Vorhersage eingetroffen. Wenn die Situation sich unerwartet verbessert, ist der Kunde glücklich und lobt den Experten.
13. Story Bias: Immer wenn wir eine Geschichte hören, sollten wir uns fragen, was die Intentionen des Senders sind und welche Botschaften versteckt sind. Geschichten verführen uns dazu, größere Risiken einzugehen.
14. Rückschaufehler: „Ich hab es dir doch gesagt.“. Im Nachhinein scheint alles klar und unvermeidlich gewesen zu sein. So kann man z. B. sagen: „Diese Beziehung musste in die Brüche gehen – sie waren einfach zu unterschiedlich“, aber genauso gut: „Diese Beziehung musste in die Brüche gehen – sie waren sich einfach zu ähnlich“.
15. Chauffeur-Wissen: Je größer eine Firma ist, desto mehr erwartet man „Starqualitäten“ vom CEO. Wenn man sich außerhalb seines Kompetenzkreises befindet, sollte man besser sagen, dass man die Antwort nicht weiß.
16. Kontrollillusion: Tendenz, zu glauben, dass wir etwas beeinflussen können, worüber wir keine Kontrolle haben. Man kontrolliert weniger, als man glaubt.
17. Incentive-Superresponse-Tendenz: Bezahle deinen Anwalt nicht für die Zeit, sondern für ein Ergebnis!
18. Regression zur Mitte: Wenn man bei Schmerzen den Arzt aufsucht und es geht einem danach besser, schreibt man diese Besserung dem Arzt zu. Vielleicht wäre es einem auch besser gegangen, wenn man nicht zum Arzt gegangen wäre, da es immer ein Auf und Ab gibt.
19. Tragik der Allmende: Begrenzte Ressourcen, welche zugleich frei verfügbar sind, führen zur Übernutzung. „Überall dort, wo der Nutzen beim Einzelnen anfällt, die Kosten aber bei der Gemeinschaft, lauert die Tragik der Allmende: CO2-Ausstoß, Abholzung, Wasserverschmutzung, Bewässerung, öffentliche Toiletten, Weltraumschrott, Banken, die too big to fail sind.“
20. Outcome Bias: Beurteile eine Entscheidung nicht nur nach dem Ergebnis, sondern auch nach dem Entscheidungsprozess.
21. Auswahl-Paradox: a) Eine große Auswahl führt zu innerer Lähmung – b) Eine große Auswahl führt zu schlechteren Entscheidungen – c) Eine große Auswahl führt zu Unzufriedenheit, weil man sich niemals sicher sein kann, die richtige Wahl getroffen zu haben. Werde dir vorab über deine Kriterien klar, die auf jeden Fall erfüllt sein müssen. „Gut genug“ ist das neue Optimum.
22. Liking Bias: Versuche als Verkäufer den Kunden weiszumachen, dass du sie magst. Und als Käufer versuche deine Kaufentscheidung unabhängig davon zu machen, wer das Produkt verkauft.
23. Endowment-Effekt: Menschen tendieren dazu, ein Gut wertvoller einzuschätzen, wenn sie es besitzen. Außerdem ist man als Bewerber bei einer Absage umso enttäuschter, je weiter man im Bewerbungsprozess gekommen ist.
24. Wunder: Da Menschen 90 % ihrer Zeit damit verbringen, an andere zu denken, ist es nicht so unwahrscheinlich, dass man genau von der Person angerufen wird, an die man gerade denkt. Die Fälle, in denen eine Person anruft, an die man nicht gerade gedacht hat, werden nicht berücksichtigt.
25. Groupthink: Die eigene Meinung wird in einer Gruppe nicht oft gesagt. Man sollte stillschweigende Annahmen hinterfragen und einen devil’s advocate einstellen.
26. Neglect of Probability: Wir reagieren auf die Größe eines Ereignisses und nicht auf die Wahrscheinlichkeit. Versuchsteilnehmern wurde angekündigt, dass sie einen kleinen Elektroschock bekommen würden; einer anderen Gruppe wurde mitgeteilt, dass sie nur zu 50 % einen Elektroschock erhalten würden. Die gemessene Angst bei beiden Gruppen war gleich, auch wenn man die Wahrscheinlichkeit auf 5 % herunterschraubte. Die Angst wuchs in beiden Gruppen, als man ihnen sagte, dass die Stärke des Schocks erhöht würde.
27. Zero-Risk-Bias: Menschen fühlen sich besser, wenn ein Risiko komplett und nicht nur teilweise ausgeschaltet wird.
28. Knappheitsirrtum: Aussagen wie „solange der Vorrat reicht“ oder „nur heute“ verführen zum Kauf. Wir sammeln seltene Münzen, auch wenn wir uns davon nichts kaufen können. Wenn es eine Möglichkeit nicht mehr gibt, gewinnt sie an Attraktivität.
29. Base-Rate Neglect: Bei der Aussage „Ein junger Mann wurde erstochen“ tippt man eher auf einen russischen Migranten als auf einen Deutschen der Mittelklasse, obwohl es von Letzteren weitaus mehr gibt. Denke also immer zuerst an die wahrscheinlichste Lösung.
30. Spielerfehlschluss: Menschen glauben an den „Ausgleich“: Wenn die Roulettekugel mehrere Male auf Rot fällt, glauben viele, dass die Wahrscheinlichkeit für Schwarz in der nächsten Runde steigt.
31. Anker: Wenn wir etwas raten sollen, nutzen wir Anker, d. h., wir starten mit etwas, von dem wir sicher sind. Das Geburtsjahr von Lincoln erraten wir leichter, wenn wir wissen, dass er während des Bürgerkriegs Präsident war.
32. Induktion: Wenn etwas bisher immer gut gegangen ist, gehen wir davon aus, dass das auch in Zukunft so ist. Die Menschheit hat bisher überlebt, also werden wir auch die zukünftigen Herausforderungen meistern.
33. Verlustaversion: Wir fürchten einen Verlust mehr, als wir einen Gewinn schätzen. Deshalb gehen Mitarbeiter oft wenige Risiken ein.
34. Social Loafing: Menschen verhalten sich in Gruppen anders als alleine. Niemand möchte Verantwortung für schlechte Entscheidungen der ganzen Gruppe übernehmen.
35. Exponentielles Wachstum: Lineares Wachstum verstehen wir intuitiv, aber nicht exponentielles (z. B. „Jedes Jahr nehmen Verkehrsunfälle um 7 % zu“), da wir dies in der Menschheitsgeschichte nie gebraucht haben. Deshalb immer einen Taschenrechner benutzen.
36. Winner’s Curse: Der Gewinner einer Auktion ist am Ende immer der Verlierer. Der wahre Wert ist uns oft nicht bekannt. Je mehr andere Interessenten, desto mehr wollen wir diese Konkurrenten außer Gefecht setzen.
37. Fundamentaler Attributionsfehler: Man schreibt Dinge (besonders negative) allein einer bestimmten Person zu und nicht externen Faktoren („Hitler war alleine für den 2. Weltkrieg verantwortlich“, Bücher hält man immer für autobiographisch …)
38. Falsche Kausalität: Die Beziehung von Geburtenrate und der Anzahl an Störchen existiert, ist aber zufällig und nicht kausal. So fand man heraus, dass Studierende bessere Noten haben, wenn in ihrem Elternhaus viele Bücher existieren. Die Wahrheit ist, dass gebildete Eltern mehr Wert auf die Bildung ihrer Kinder legen.
39. Halo Effect: Ein einzelner Aspekt überstrahlt andere. So werden gutaussehende Menschen auch automatisch für intelligenter gehalten.
40. Alternative Pfade: Man betrachtet nicht die alternativen Wege, die es noch gibt. Erfolg, der aus einem Risiko resultiert, wird mehr Wert zugeschrieben als dem Erfolg aus harter Arbeit.
41. Prognoseillusion: Experten sagen die Zukunft nur marginal besser voraus als ein Zufallsgenerator. Deshalb bei einer richtigen Vorhersage eines Experten überprüfen, wie viele seiner Vorhersagen in den letzten Jahren richtig waren und wie viele falsch.
42. Conjunction Fallacy: Intuitiv wählt man oft die detailliertere Wahrscheinlichkeit einer Untergruppe als die der Obergruppe, da wir nach plausiblen Geschichten dahinter suchen. Es ist unwahrscheinlicher, dass jemand, der eine Arbeit über „social responsibility“ geschrieben hat, später bei einer Bank eine „Dritte-Welt-Stiftung“ betreut, als dass er nur bei einer Bank arbeitet.
43. Framing: Weniger, was man sagt, ist wichtig, als wie man es sagt. Wir reagieren unterschiedlich auf denselben Inhalt, je nachdem wie er kommuniziert wird. „Der Ton macht die Musik“.
44. Action Bias: Bei einem Elfmeter springt der Torwart entweder zur linken oder zur rechten Seite, obwohl der Ball in 1/3 aller Fälle in die Mitte geschossen wird. Der Grund: Es ist weniger peinlich, zur falschen Seite zu springen, als bewegungslos in der Mitte zu verharren. Deshalb wird ein Arzt selten „einfach abwarten“, auch wenn es vielleicht angezeigt wäre.
45. Omission Bias: Wir unterlassen lieber eine Handlung, als dass wir bewusst etwas tun, auch wenn es dieselbe Konsequenz hat. So darf z. B. ein Medikament, das 80 % der tödlich erkrankten Patienten heilt, aber 20 % tötet, dennoch nicht auf den Markt gebracht werden.
46. Self-Serving bias: Dinge, die erfolgreich waren, schreibt man bestimmten Personen zu. Dinge, die nicht erfolgreich waren, werden den Umständen zugeschrieben.
47. Hedonic Treadmill: Das Gefühl von Glück nach einer guten Nachricht hält nicht lange an. So fühlen sich Lotteriegewinner nach einer Zeit nicht mehr oder weniger glücklich, als sie es vor dem Gewinn waren.
48. Self-Selection Bias: Man hat das Gefühl, dass man immer an der falschen Kassenschlange steht. Fragebögen zur Wertschätzung eines Newsletters werden nur von den Lesern beantwortet, die zufrieden sind, Zeit haben zu antworten und das Abo nicht abbestellt haben.
49. Association Bias: Wenn man zweimal eine negative Diagnose vom Arzt erhalten hat und an beiden Tagen war es extrem heiß, stellt man automatisch einen Zusammenhang her.
50. Anfängerglück: Leute, die zum ersten Mal ins Kasino gehen und dann gewinnen, machen weiter, bis sie irgendwann mal verlieren.
51. Kognitive Dissonanz: Wenn man etwas nicht erreicht, re-interpretiert man, was passiert ist, und redet sich ein, dass man es eh nicht wollte.
52. Hyperbolic Discounting: Je näher eine Belohnung in Aussicht steht, desto schwieriger ist es, sie aufzuschieben. Wenn Kindern ein zweiter Marshmallow versprochen wird, wenn sie den ersten nicht sofort essen, können viele nicht warten. Man kann nicht jeden Tag so leben, als wäre es der letzte.

## Plagiatsvorwürfe
Im September 2013 erhob der Autor Nassim Nicholas Taleb den Vorwurf, Dobelli hätte in Die Kunst des klaren Denkens und in einem Artikel in der Die Zeit mehrere Passagen aus seinen Werken plagiiert. Dobelli nannte in einem Interview mit dem Tages-Anzeiger die Mehrheit der Vorwürfe lächerlich oder absurd. Er räumte allerdings ein, im kleingedruckten Anhang des Buches zwei wörtliche Abschnitte aus Werken der Psychologieprofessoren Christopher Chabris und Daniel Simons unzureichend gekennzeichnet wiedergegeben zu haben, nachdem Chabris dies kritisiert hatte. Der Hinweis auf die Urheberschaft der zwei Abschnitte sei jedoch eindeutig vorhanden. Claudius Seidl, Feuilletonchef der Frankfurter Allgemeinen Sonntagszeitung, entgegnete den Argumenten von Taleb und Chabris folgendes: «Dass Dobelli sich das alles selbst ausgedacht hätte, suggeriert nicht der kleinste Satz; im Gegenteil, manchmal ist es fast ein wenig ermüdend, wie Dobelli immer wieder auf die akademische Autorität jener Leute verweist, von denen er seine Erkenntnisse hat.»

## Ausgaben
- Rolf Dobelli: Die Kunst des klaren Denkens: 52 Denkfehler, die Sie besser anderen überlassen. Hanser Verlag, München 2011, ISBN 978-3-446-42682-5.

### Rezensionen
- Rezensionen bei Book of Finance
- Rezensionen bei Versalia
- Rezensionen bei Borromäusverein
- Rezensionen bei Philosophie und Politik